# Federația de Fotbal a Kazahstanului
Federația de Fotbal a Kazahstanului (KFF, kazahă Қазақстанның Футбол Федерациясы, Qazaqstannyñ Futbol Federatsıiasy; rusă Федерация Футбола Казахстана) este forul conducător oficial al fotbalului în Kazahstan, cu sediul în Alma-Ata. Este afiliată la FIFA din 1994 și la UEFA din 2002.  Forul organizează Superliga (Kazahstan) și Echipa națională de fotbal a Kazahstanului.